# Nebovidy (Brno-vidéki járás)
Nebovidy település Csehországban, a Brno-vidéki járásban. Nebovidy Moravany, Ostopovice, Střelice és Ořechov településekkel határos. Lakosainak száma 854 fő (2024. január 1.).

## Népesség
A település lakosságának változását az alábbi diagram mutatja:
| Lakosok száma | 313  | 372  | 509  | 495  | 478  | 435  | 738  | 786  | 827  | 854  |
|               | 1869 | 1890 | 1921 | 1950 | 1980 | 2001 | 2017 | 2019 | 2022 | 2024 |